# اچ‌ام‌ای‌اس آنزاک (اف‌اف‌اچ ۱۵۰)
اچ‌ام‌ای‌اس آنزاک (اف‌اف‌اچ ۱۵۰) (به انگلیسی: HMAS Anzac (FFH 150)) یک کشتی است که طول آن ۱۱۸ متر (۳۸۷ فوت) می‌باشد. این کشتی در سال ۱۹۹۴ ساخته شد.